# Kalle Määttä
Kalle Määttä (ur. 4 października 1984 w Rovaniemi) – fiński siatkarz, reprezentant kraju, występujący obecnie w drużynie Santasport Rovaniemi. Wraz ze swoją reprezentacją występował w Lidze Światowej 2008 i 2009.

## Kariera
- 2002–2005  Oulun Etta
- 2005–2006  Perungan Boys
- 2006-  Santasport Rovaniemi

## Sukcesy
- 2007/2008:  Mistrzostwo z Santasport Rovaniemi
- 2006/2007:  Mistrzostwo z Santasport Rovaniemi